# Tenderoni
Tenderoni, nombre artístico de Janelle Felix, es un drag king, artista y performer estadounidense residente en Chicago. Es uno de los drag kings más reconocidos del país.

## Carrera
En 2021 fue nombrado "Drag Queen del año" en el concurso de belleza "Drag Queen of the Year", organizado y dirigido por Alaska Thunderfuck. En julio de ese mismo año se convirtió también en el primer drag king en actuar en el Lollapalooza.
En junio de 2022 bailó junto a la cantante Lizzo en su concierto en Thousand Palms, California, acompañado también de las drag queens Kim Chi, Angeria Paris VanMicheals y Kahanna Montrese. En noviembre actuó junto con el icono de la cultura ball Kevin Aviance y la concursante de RuPaul's Drag Race Rosé en el Ali Forney Center, en una actuación benéfica para recaudar fondos para jóvenes LGBT.
Janelle describe a su personaje como una combinación de Michael Jackson, Bobby Brown, Prince, George Michael y Boy George.
Desde 2025 se desempeña como miembro del jurado en el programa de telerrealidad estadounidense King of Drag.

## Premios y nominaciones
En 2023 fue nominado por la revista Queerty en la undécima edición de los premios The Queerties, estando nominado en la categoría de "Realeza Drag".